# Śpiewnik Ewangelicki
Śpiewnik Ewangelicki (Evangelický zpěvník), s podtitulem Codzienna modlitwa, pieśń, medytacja, nabożeństwo (Každodenní modlitba, píseň, meditace, bohoslužba), je polský kancionál, který užívají evangelické církve v Polsku a v České republice (na Těšínsku). Byl vydán roku 2002.
Kancionál byl vydán jako společné dílo čtyř církví: Slezské církve evangelické augsburského vyznání, Luterské evangelické církve augsburského vyznání v ČR, Evangelicko-augsburské církve v Polské republice a Evangelicko-reformované církve v Polské republice. Připravila jej v letech 1995–2002 zpěvníková komise pod vedením Jana Grosse, jejíž členové pocházeli ze všech čtyřech výše uvedených církví.
Notovaný kancionál obsahoval 955 písní rozčleněných do tří oddílů (1. církevní rok, 2. bohoslužba, 3. víra – láska – naděje) a další liturgické texty.
Druhé vydání bylo uskutečněno roku 2008 a třetí roku 2019. 